# 天球 (雕塑)
《天球》（英語：The Sphere），正式名稱為紐約大女像柱（Große Kugelkaryatide N.Y，又稱為和平之球、廣場噴泉之球、世貿之球或柯尼希之球）是一座由德國藝術家弗里茨·柯尼希所創作的巨大鑄銅雕塑。
自1971年到2001年期間，天球作為世界上最大的現代青銅雕塑矗立在紐約市曼哈頓下城世界貿易中心的奧斯汀 J. 托賓廣場與雙塔之間。這件作品重達20多噸，在九一一襲擊事件後，它是從倒塌的雙塔廢墟中唯一倖存的藝術品。當《天球》先被運至約翰·甘迺迪國際機場的一個機庫保存後，該雕塑成為2001年紀錄片《柯尼希之球》的主題。從那時起，天球就成了九一一襲擊事件的代表性紀念物。
天球於2002年至2017年間安裝在砲台公園，隨後由紐約與紐澤西港務局將其移至自由公園俯瞰九一一國家紀念博物館及其原址。該雕塑於2017年8月16日在其永久位置重新展示，其雕塑並未進行修復，而是維持九一一襲擊事件後受到破壞的樣貌呈現。

## 歷史
《天球》（正式名稱《紐約大女像柱》《全集目錄》416頁首次提及）的創作可以追溯到1960年代和1970年代初期。那是時弗里茨·柯尼希在美國確立了作為雕塑藝術家的地位。當時擔任世界貿易中心建築師的山崎實在紐約的喬治·W·斯坦普弗利畫廊看到柯尼希的作品後，向柯尼希提出世界貿易中心的雙塔之間的廣場空間創作一座噴泉雕塑的製作邀約，1967年，柯尼希和紐約與新澤西港務局授予合同，成為該開發項目的客戶和業主。
《天球》屬於柯尼希女像柱系列的創作階段之一，柯尼希曾因作品收縮或繁重的幾何化形式與群眾進行辯爭。柯尼希想藉由雕塑與雙塔做出形式對比。並將雕塑安裝在一個高度為 3.3英尺（1.0公尺），直徑82英尺（25公尺）的紫岩盤上，在24小時內圍繞自身軸心一圈。每秒共160加侖（600升）的水則將在廣場噴泉以環狀形式噴出。給人一種球體形狀的女像柱在水中升起的第一印象。《天球》排水系統的複雜技術，則是由慕尼黑技術大學的水文學和河流盆地管理研究所設計，柯尼希自1964年以來在該校擔任講師。
根據規劃，這個當代最大的青銅雕塑將重超過二十噸，高7.6公尺，直徑5.2公尺。柯尼希稱它為「最大的孩子」。
1968年底或1969年初至1971年底期間，柯尼希選擇其住處蘭茨胡特附近阿尔特多夫镇甘斯爾貝格（Ganslberg）村製作該雕塑，製作原始尺寸的石膏模型需要在柯尼希 的宅第和實際工作室附近建造一個新的倉庫以利雕塑的製作。《天球》的創作得到了柯尼希的長期助手雨果·揚和提洛爾雕塑家約瑟夫·普蘭肯施泰納的支持。1969年起，《天球》的石膏元素被拆解成67個單獨的部分，在慕尼黑藝術鑄造廠交由漢斯·邁爾鑄造青銅。重達17噸的各個青銅部件最後則送運至甘斯爾貝格的車間並進行組裝。
經過四年的規劃和製造，完成的雕塑再次被拆解，並用低矮的裝載機和卡車運往不來梅港口。球體和底座的青銅元素在現場再次組合，並裝在一個特製的超大木製運輸箱中，通過海運穿越大西洋到達紐約。
1971年，球體安裝在世貿中心的廣場上，稍後隆重進行揭幕儀式。此後該雕塑及噴泉標誌著世界貿易中心的中軸線，成為紐約人的熱門聚會場所。這件藝術品的主軸「通過貿易實現世界和平」。不過最初的名字並沒有引起紐約人的注意。他們反而將雕塑稱為柯尼希之球，或簡稱為天球。

## 九一一襲擊事件及之後

### 襲擊發生後
2001年9月11日，世貿雙塔在被襲擊之後倒塌，《天球》在挖掘現場約數週後重新在瓦礫堆中被發現並送往約翰·F·肯尼迪國際機場附近的倉庫保存。《天球》的重新發現在其後被紐約大都會地區的新聞媒體廣泛報導。作為雙塔遺址的主要地標，由於襲擊中相對完好地倖存下來，因此在隨後展開著將其作為紀念館展示品的討論。
德國電影導演佩尔西·阿德隆在襲擊發生後開始製作以《天球》為主題的紀錄片，影片更以柯尼希的自述為主軸，兩人在襲擊發生五週後訪問世界貿易中心遺址，前者重述了當初創作《天球》的故事。柯尼希起初反對重新安裝《天球》，認為它是「一具美麗的屍體」。

### 搬遷至砲台公園
2002年3月11日，也就是襲擊正滿六個月後兩天，《天球》被送回曼哈頓並在附近的砲台公園重新豎立起來，柯尼希親自監督這項工作。建造容納《天球》的新基地工程由4名工程師和15名鋼鐵工人進行。在揭幕儀式時，紐約市市長麥克·彭博，前任市長魯迪·朱利安尼和其他官員在儀式上發言，重新將《天球》是為追思遇難者的紀念碑。柯尼希在現場表示：「這是一座雕塑，現在是一座紀念碑」。克並指出相對脆弱的雕塑能夠大災難中倖存下來的感嘆。「它現在有一種不同的美，一種我無法想像的美。它有自己的生命——不同於我賦予它的生命。」
《天球》旁邊的牌匾如下：
三十年來，這座雕塑矗立在世貿中心的廣場上。它被命名為《天球》，由藝術家弗里茨·柯尼希構想為世界和平的象徵。但卻在2001年9月11日的悲慘事件中遭到破壞，但作為希望的象徵和這個國家堅不可摧的精神而持續存在。2002年3月11日，《天球》現在被放置在此處，作為對所有在世界貿易中心恐怖襲擊中喪生的人的臨時紀念碑。
2002年9月11日，為了紀念所有遇難者，點燃了永恆的火焰。他們的精神和犧牲將永遠不會被遺忘。

### 搬遷至自由公園
據紐約市公園發言人薇琪·卡普（Vickie Karp）稱：「由於砲台公園的草坪將在2012年夏天進行施工工程，《天球》被要求進行移動，該市正考慮進行搬遷計畫。」，擁有《天球》所有權的紐約與新澤西港務局考慮將雕塑放置在位於西街和世界貿易中心遺址之間的自由公園內。然而由於自由公園至少要到2014年才能建成，因此需要一個臨時位置來放置《天球》。2011年2月，港務局尚未就砲台公園建設開始後的新位置做出最終決定。
2011年3月23日，基於九一一襲擊事件組成的遇難者家屬家庭要求，將《天球》歸還給九一一國家紀念博物館的在線請願書已獲得超過7,123個簽名。然而國家紀念博物館的官員表示，他們不希望任何 9/11文物堆滿8英畝的紀念廣場。2012年6月28日，港務局表示支持將《天球》搬到國家紀念博物館廣場的努力。其中當邁克爾·伯克在委員會會議期間發表公開評論後，執行董事帕特里克·福耶表示：
伯克先生提出的觀點，引起了紐約和新澤西的許多人以及港務局這裡的許多人的共鳴，尤其是考慮到港務局共有84名成員在九一一襲擊事件中喪生。這是一件倖存下來並受到九一一襲擊事件影響的文物，我們認為將它放在紀念廣場上是完全合適的。
只是當自由公園於2016年6月開放時，《天球》遷移的問題還沒有解決。2016年7月22日，港務局投票決定將雕塑移至自由公園一處，並於2017年8月將雕塑正式移至自由公園。同年9月6日，《天球》在其位於自由公園的永久展示區域揭幕，港務局則於11月29日在自由公園舉行紀念儀式。

## 媒體

### 紀錄片
在德國電影導演佩尔西·阿德隆的紀錄片《柯尼希之球——德國雕塑家弗里茨·柯尼希在歸零地的碎片現場》（Koenigs Kugel - der deutsche Bildhauer Fritz Koenig im Trümmerfeld von Ground Zero）中，展示了柯尼希得知在九一一襲擊事件的反應，其隨後的幾天與嚴重受損的《天球》重逢的情景到，在其中，柯尼希回顧了《天球》的起源製作過程。並談到了襲擊後對於《天球》藝術的短暫性和轉變。

### 書籍
《THE SPHERE - Vom Kunstwerk zum Mahnmal / THE SPHERE - 從藝術品到紀念館》一書於2021年6月出版，即雕塑安裝50週年。

## 註解
1. ↑  德語： (又稱為紐約大女像柱)[1]

## 外部連結
- 维基共享资源上的相關多媒體資源：The Sphere
- 互联网电影数据库（IMDb）上《Koenig's Sphere》的资料（英文）
- Holger A. Klein: From Ganslberg to Manhattan Fritz Koenig’s Great Caryatid Sphere N.Y. (1967–1972) （页面存档备份，存于）
- Fritz Koenigs Kugel - Der Bildhauer und der 11. September （页面存档备份，存于）